# Либерален алианс (Дания)
Вижте пояснителната страница за други значения на Либерален алианс.
Либералният алианс (на датски: Liberal Alliance) е дясноцентристка либерална политическа партия в Дания.
Основана е през 2007 година от дейци на Радикалната левица и Консервативната народна партия. През следващите години подкрепя дясноцентристките кабинети без да участва в тях. На изборите през 2015 година получава 7,5% от гласовете и 13 от 179 места в парламента.
1. ↑  www.ft.dk